# Xã Douglas, Quận Adams, Iowa
Xã Douglas (tiếng Anh: Douglas Township) là một xã thuộc quận Adams, tiểu bang Iowa, Hoa Kỳ. Năm 2010, dân số của xã này là 158 người.